# بزرگراه میان‌ایالتی ۱۰

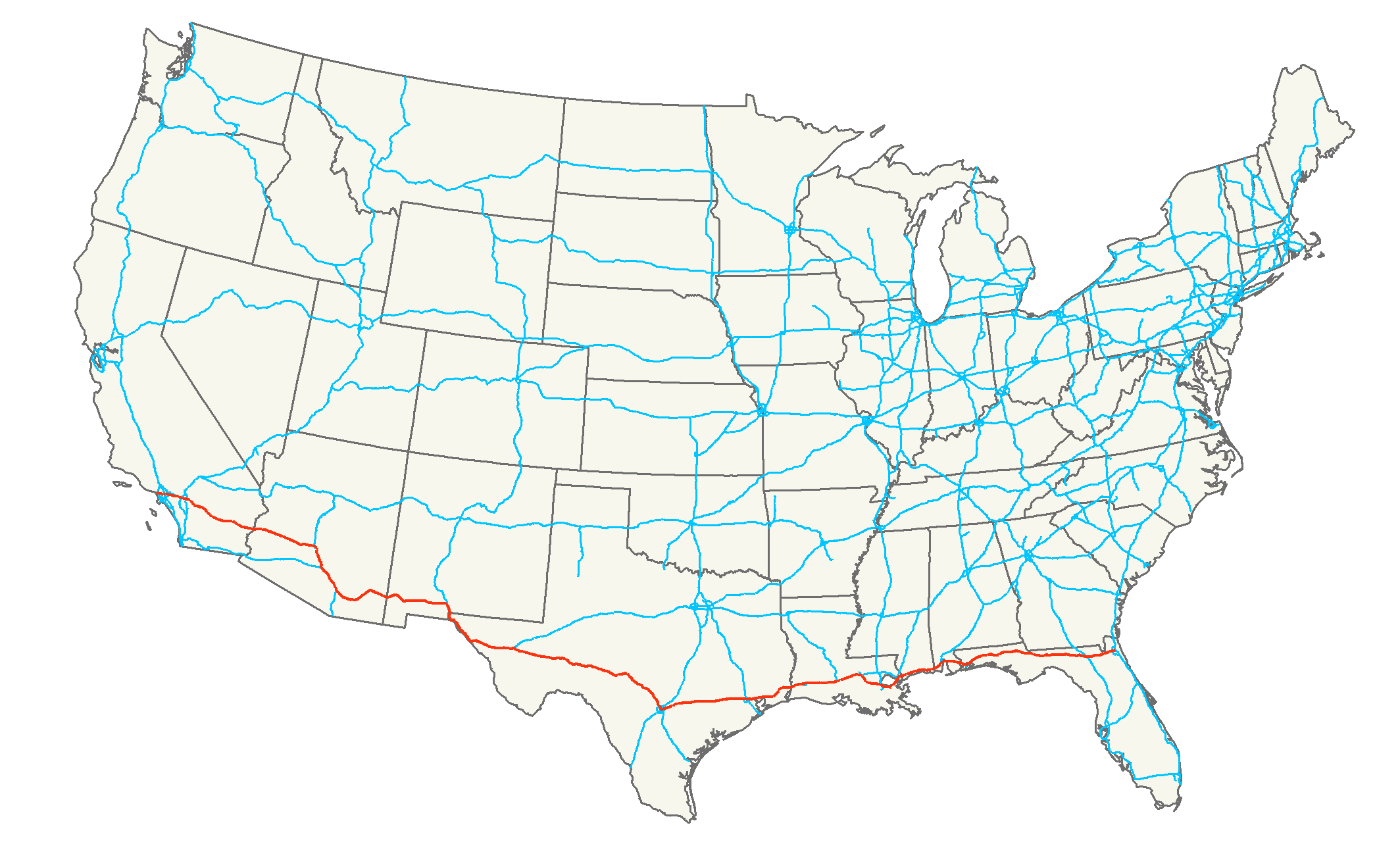
مسیر بزرگراه میان‌ایالتی ۱۰.

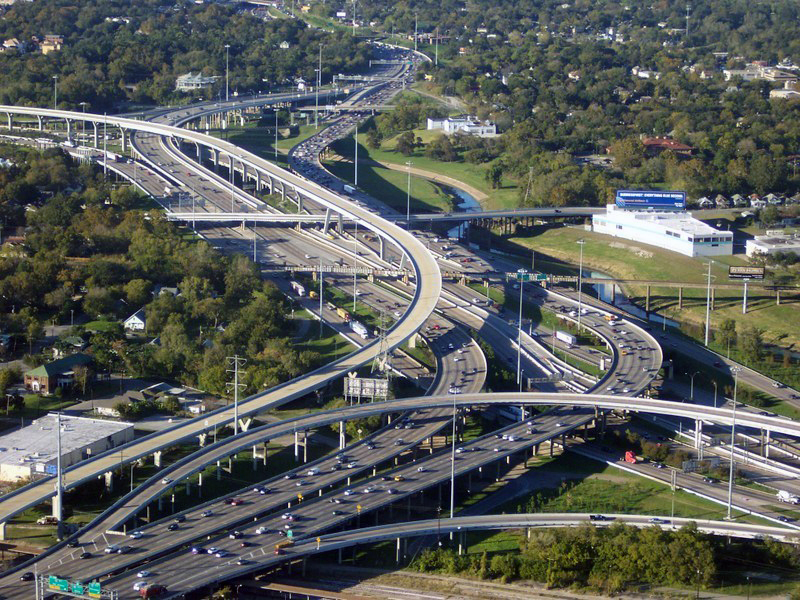
تقاطع I-10 با میان‌ایالتی ۴۵ در غرب هیوستون.

میان‌ایالتی ۱۰ (به انگلیسی: Interstate 10) مشهور به I-10، نام یک بزرگراه است، و جنوبی‌ترین بزرگراه از شرق به غرب، ساحل به ساحل و یکی از شاهراه‌های سرتاسری آمریکا است که در مسیر ۳۹۶۰ کیلومتری خود از شهرهای متعددی گذر می‌کند.